# Original equipment manufacturer
En original equipment manufacturer eller en OEM, fremstiller produkter eller komponenter, som købes af en anden virksomhed og sælges under den købende virksomheds mærke eller firmanavn. OEM referer til den virksomhed der oprindeligt fremstillede produktet på dansk: "den originale produktfremstiller".

## Elektronik
Indenfor elektronik kendes OEM-producenter som Foxconn og Flextronics, som fabrikerer elektronik for en række af verdens kendte og største elektronikproducenter.

## Software
Indenfor software kendes bl.a. Microsofts OEM-versioner. Fx findes Microsoft Windows og Microsoft Office-pakkerne i OEM-versioner. Computerproducenten sælger en computer og softwaren fra OEM-producenten følger med.